# Mikołaj Colin
Mikołaj Colin, fr. Nicolas Colin (ur. 12 grudnia 1730 w Grenant, zm. 3 września 1792 w Paryżu) – francuski lazarysta, prezbiter, błogosławiony Kościoła katolickiego.

## Życiorys
Uczęszczał do kolegium jezuickiego po ukończeniu którego w 1747 r. wstąpił do misjonarzy w stolicy. Przyjąwszy sakrament święceń został skierowany do Wersalu jako wikariusz tamtejszej parafii gdzie dał się poznać jako ceniony kaznodzieja króla Ludwika XV. Na stanowisko administratora parafii w Genevrières powołany został w 1770 roku. Dzięki swemu zaangażowaniu zyskał zaufanie i szacunek w miejscowym środowisku co znalazło odzwierciedlenie w powierzanych mu urzędach m.in. przewodniczącego rady kantonalnej. W październiku 1791 roku odmówił złożenia przysięgi konstytucyjnej. Został zamordowany 3 września 1792 roku na terenie seminarium św. Firmina. Beatyfikował go papież Pius XI w dniu 17 października 1926 roku w grupie 191 męczenników z Paryża.
W Kościele katolickim wspomnienie liturgiczne obchodzone jest w dzienna rocznicę śmierci.